# Hôn nhân cùng giới ở Chiapas
Hôn nhân cùng giới là hợp pháp tại bang Chiapas của México, sau phán quyết của Tòa án Tối cao Mexico vào ngày 11 tháng 7 năm 2017.

## Lịch sử

### Hoạt động pháp luật
Các nhóm hoạt động LGBT khác nhau đã chuyển tài liệu cho các cơ quan hành pháp và lập pháp của chính phủ và Hội đồng Nhân quyền vào ngày 15 tháng 2 năm 2012, khuyến nghị sửa đổi luật hôn nhân của Chiapas để tuân thủ các điều khoản chống phân biệt đối xử của liên bang. Vào ngày 29 tháng 11 năm 2013, Diego Cadenas Gordillo, hoạt động như một nhà hoạt động nhân quyền, đã gửi một dự luật để hợp pháp hóa hôn nhân cùng giới và cải cách Bộ luật Dân sự và Thủ tục tố tụng dân sự của tiểu bang. Đề xuất đã bị từ chối vào ngày 13 tháng 12 năm 2013, với lý do "các sáng kiến phổ biến" phải được 1,5% số cử tri ủng hộ, hoặc 50.500 cử tri. Vào ngày 3 tháng 1 năm 2014, một lệnh cấm đã được đệ trình trước một thẩm phán liên bang vì sự từ chối của Quốc hội để hành động theo sáng kiến này. Thẩm phán đã bác bỏ lệnh cấm Bộ luật Dân sự và đơn kháng cáo đã được đệ trình lên Tòa án Mạch thứ hai mươi. Vào tháng 11 năm 2014, nhà hoạt động và luật sư Diego Cadenas Gordillo đã đệ đơn yêu cầu sự can thiệp chính thức của Tòa án Nhân quyền liên Mỹ (IACHR), tuyên bố rằng Cơ quan lập pháp bang, Thống đốc Manuel Velasco Coello, cũng không phải Ủy ban Nhân quyền Nhà nước đã trả lời các luật phân biệt đối xử cấm kết hôn cùng giới ở Chiapas.
Sau cuộc đụng độ giữa Thị trưởng Chilón và các nhóm tôn giáo vào tháng 1 năm 2014, các nhà hoạt động đã đệ đơn khiếu nại lên Ủy ban Quốc gia về Ngăn ngừa Phân biệt đối xử (Conapred). Vào ngày 27 tháng 3 năm 2014, Thứ trưởng Alejandra Ruiz Soriano từ Đảng Cách mạng Dân chủ (PRD) đã đệ trình một sáng kiến sửa đổi 19 điều của Bộ luật Dân sự và 15 điều của Bộ luật Tố tụng Dân sự, để kết hợp khái niệm hôn nhân là "miễn phí sự hợp nhất của hai người vì cộng đồng của cuộc sống, nơi cả hai sự tôn trọng, bình đẳng và tương trợ đều được tìm kiếm. " Ngoài ra, nó cũng tiêu chuẩn hóa khái niệm sống thử, coi thường sở thích tình dục của một người.
Một dự luật kết hôn cùng giới mới đã được trình bày trước Đại hội Chiapan vào tháng 5 năm 2016. Theo Unidos Diferentes Asociación Civil (UDAC), một nhóm ủng hộ LGBT địa phương, dự luật kết hôn cùng giới đã bị loại bỏ khỏi chương trình nghị sự nhiều lần và không được bỏ phiếu do hành động của chủ tịch Quốc hội địa phương, ông Eduardo Ramírez Aguilar. Ngoài ra, UDAC đã nói rằng dự luật không đề cập đến vấn đề nhận con nuôi cho các cặp cùng giới.